# Herb powiatu krośnieńskiego (województwo lubuskie)
Herb powiatu krośnieńskiego – jeden z symboli powiatu krośnieńskiego, ustanowiony 27 września 2000.

## Wygląd i symbolika
Herb przedstawia na tarczy trójdzielnej w polu prawym, górnym, złotym, wizerunek czarnego dolnośląskiego orła, w polu lewym, górnym srebrnym, czerwonego wołu.
Wizerunki te stanowią symboliczne nawiązanie do położenia ziem powiatu na historycznym Śląsku i Dolnych Łużycach. W dolnej części tarczy herbowej przedstawione zostały w srebrnym polu dwie wstęgi błękitną i zieloną symbolizujące dwie charakterystyczne rzeki Odrę i Nysę Łużycką.